# Cordell Hull
Cordell Hull (n. 2 octombrie 1871 - d. 23 iulie 1955) a fost un politician american, Secretar de Stat al Statelor Unite între 1933 și 1944.